# Бударин, Николай Михайлович
Никола́й Миха́йлович Буда́рин (род. 29 апреля 1953, Киря, Алатырский район, Чувашская АССР) — 82-й космонавт России, 326-й космонавт мира, космонавт-испытатель отряда космонавтов РКК «Энергия», Герой Российской Федерации. Совершил 3 полёта в космос. Депутат Государственной Думы Федерального Собрания РФ пятого созыва с декабря 2007 г., член фракции «Единая Россия».

## Биография

### Происхождение
Родился в посёлке Киря Алатырского района Чувашской АССР в русской семье. 
Окончил МАИ в 1979 году.

### Первый полёт
С 27 июня по 11 сентября 1995 года в качестве бортинженера вместе с Анатолием Соловьёвым. Экипаж был доставлен на станцию на американском шаттле Атлантис STS-71. Посадку на корабле «Союз ТМ-21» совершил вместе с Анатолием Соловьёвым.
Продолжительность полёта составила 75 суток 11 часов 20 минут 21 секунда.

### Второй полёт
С 29 января по 25 августа 1998 года в качестве бортинженера «Союз ТМ-27». Стартовал вместе с Талгатом Мусабаевым и Леопольдом Эйартцем. Посадку совершил вместе с Талгатом Мусабаевым и Юрием Батуриным.
Продолжительность полёта составила 207 суток 12 часов 51 минута 02 секунды.
Во время полёта участвовал в Международном общественном научно-просветительском космическом проекте «Знамя Мира».

### Третий полёт
С 24 ноября 2002 по 4 мая 2003 года в качестве бортинженера МКС-6. Старт на шаттле Индевор STS-113 в качестве специалиста полёта, посадка — на транспортном корабле «Союз ТМА-1» в качестве командира корабля (баллистический спуск).
Общая продолжительность полёта составила 161 сутки 1 час 14 минут 38 секунд.

### Политическая деятельность
Депутат Государственной Думы Федерального Собрания РФ пятого созыва с декабря 2007 г, член фракции «Единая Россия». Из списка кандидатов в депутаты Госдумы РФ шестого созыва в 2011 году Бударина вычеркнули по инициативе главы Чувашии Михаила Игнатьева, что вызвало неоднозначную реакцию общественности республики, а также в космическом сообществе.
Николаю Бударину, как уроженцу Чувашии, посвящена часть экспозиции Музея космонавтики А. Г. Николаева в чувашском селе Шоршелы.

## Статистика полётов
Статистика
| # | Стартовый корабль | Старт, UTC        | Экспедиция              | Корабль посадки | Посадка, UTC      | Налёт                       | Выходы в открытый космос | Время в открытом космосе |
| - | ----------------- | ----------------- | ----------------------- | --------------- | ----------------- | --------------------------- | ------------------------ | ------------------------ |
| 1 | Атлантис STS-71   | 27.06.1995, 19:32 | Атлантис STS-71, Мир-19 | Союз ТМ-21      | 11.09.1995, 06:52 | 75 суток 11 часов 20 минут  | 3                        | 14 часов 32 минуты       |
| 2 | Союз ТМ-27        | 29.01.1998, 16:33 | Союз ТМ-27, Мир-25      | Союз ТМ-27      | 25.08.1998, 05:22 | 207 суток 12 часов 49 минут | 6                        | 32 часов 39 минут        |
| 3 | Индевор STS-113   | 24.11.2002, 00:49 | Индевор STS-113, МКС-6  | Союз ТМА-1      | 04.05.2003, 02:04 | 161 сутки 01 час 14 минут   | 0                        | 0                        |
|   |                   |                   |                         |                 |                   | 444 суток 01 час 43 минуты  | 9                        | 47 часов 11 минут        |

## Награды
- Герой Российской Федерации (5 октября 1995) — за мужество и героизм, проявленные во время длительного космического полёта на орбитальном научно-исследовательском комплексе «Мир»[3]
- Орден «За заслуги перед Отечеством» II степени (25 сентября 2004) — за заслуги перед государством в исследовании космического пространства и проявленные при этом мужество и высокий профессионализм[4]
- Орден «За заслуги перед Отечеством» III степени (25 декабря 1998) — за мужество и самоотверженность, проявленные во время космического полёта на орбитальном научно-исследовательском комплексе «Мир»[5]
- Медаль «За заслуги в освоении космоса» (12 апреля 2011 года) — за большие заслуги в области исследования, освоения и использования космического пространства, многолетнюю добросовестную работу, активную общественную деятельность[6]
- Медаль Алексея Леонова (Кемеровская область, 2015) — за девять совершённых выходов в открытый космос[7]
- Орден Отан (Казахстан, 11 ноября 1998 года) — за большие заслуги в освоении космического пространства, успешное выполнение международных и казахстанской программ полёта на орбитальном комплексе «Мир», проявленные при этом мужество и отвагу[8]
- Три медали «За космический полёт» (НАСА Space Flight Medal)
- Памятная медаль «100-летие образования Чувашской автономной области» (2020)